# Province cartusienne de Saxe
Pour l’ordre des Chartreux, la définition des provinces correspond à un groupe de maisons et non à un espace géographique. 
Les premières chartreuses allemandes fondées à partir de 1320 relèvent de la province de Lombardie. En 1335 le chapitre général fonde une province d’Allemagne. Mais cette partition se trouve déjà dépassée en 1355 et le chapitre général la partage de nouveau en deux provinces, l’Allemagne supérieure (Haute-Allemagne) et l’Allemagne inférieure (Basse-Allemagne). Elle demeure inchangée jusqu’en 1400. En 1400, la province d’Allemagne inférieure est de nouveau modifiée, amputée de toute sa partie ouest qui devient la province du Rhin.  
Puis en 1412, c’est la partie saxonne qui se sépare de la province d’Allemagne inférieure pour constituer une unité autonome : la province de Saxe créée par l'Ordonnance suivante du Chapitre général : « Ayant appris que plusieurs Maisons, affiliées jusqu'à présent à la Province de l'Allemagne supérieure ou à celle de l'Allemagne inférieure, sont situées à une trop grande distance des autres Maisons des mêmes Provinces, et ne peuvent par conséquent être visitées qu'avec de grandes difficultés, surtout celles qui sont dans le voisinage de la mer..., nous voulons qu'elles constituent une Province spéciale qui portera le nom de Province de Saxe. »
La chartreuse de Szczecin était à la tête de celle nouvelle Province par rang d'ancienneté; puis venaient les chartreuses de Dantzig, de Hildesheim, de Francfort, d'Ahrensbock, de Rostock, de Rugenwald, de Schievelbein et de Gripsholm (ces deux dernières fondées après l'érection de la Province).

## Liste des chartreuses
Par date de fondation, avec indication de l'État où moment de la fondation :
- Lund (Danemark) 1162-1170[note 1].
- Szczecin (Poméranie) 1360-1525
- Gdańsk (État teutoniques) 1381-1823
- Hildesheim (Minden, Saint-Empire romain) 1387-1777
- Chartreuse de Darłowo (Poméranie) 1394-1534
- Francfort sur l’Oder (Brandebourg, Saint-Empire romain) 1396-1540
- Rostock (Mecklembourg-Schwerin, Saint-Empire romain) 1398-1532
- Ahrensbök (Holstein, Saint-Empire romain) 1397-1564
- Świdwin 1443-1552
- Gripsholm (Suède) 1493-1527
- Århus 1174-1186 [note 2].
- Glenstrup (Danemark) 1428-1445

La chartreuse de Liegnitz (Legnica) relativement excentrée, est par moments intégrée dans la province de Saxe.

## Visiteurs de la province de Saxe
La province est incarnée par l’action du visiteur qui assure, la liaison entre les chartreuses mais aussi avec le chapitre géneral.
- ~1412-1428 : Goswin Comhair,  visiteur de la province de Saxe, prend la direction de la fondation de Glenstrup.